# 5517 Johnerogers
5517 Johnerogers (1989 LJ) là một tiểu hành tinh vành đai chính được phát hiện ngày 4 tháng 6 năm 1989 bởi E. F. Helin ở Palomar.